# Олексіївська сільська рада (Кропивницький район)
| Олексіївська сільська рада — колишній орган місцевого самоврядування у Кропивницькому районі Кіровоградської області з адміністративним центром у с. Олексіївка. Сільській раді підпорядковані населені пункти: - с. Олексіївка - с. Лісне - с. Мальовниче - с. Осикувате |

## Склад ради
Рада складається з 14 депутатів та голови.

### Керівний склад ради
| ПІБ                         | Основні відомості                                                                                         | Дата обрання | Дата звільнення |
| --------------------------- | --- | ------------ | --------------- |
| Стогнєєва Любов Анатоліївна | Сільський голова, 1972 року народження, освіта, Всеукраїнське об'єднання «Батьківщина»                    | 26.03.2006   | 31.10.2010      |
| Стогнєєва Любов Анатоліївна | Сільський голова, 1973 року народження, освіта середня спеціальна, Всеукраїнське об'єднання «Батьківщина» | 31.10.2010   |                 |

Примітка: таблиця складена за даними джерела

## Населення
Згідно з переписом УРСР 1989 року чисельність наявного населення села становила 969 осіб, з яких 436 чоловіків та 533 жінки.
За переписом населення України 2001 року в селі мешкала 901 особа.

### Мова
Розподіл населення за рідною мовою за даними перепису 2001 року:
| Мова       | Відсоток |
| ---------- | -------- |
| українська | 94,05 %  |
| російська  | 4,85 %   |
| молдовська | 0,88 %   |
| білоруська | 0,11 %   |
| румунська  | 0,11 %   |